# 南東戦線 (ソ連軍)
南東戦線（ロシア語: Юго-Восточный фронт、南東方面軍、もしくは南東正面軍とも）は、第二次世界大戦中（独ソ戦中期）にソ連のスターリングラード地域に設置された赤軍の方面軍級部隊である。
1942年8月7日、スターリングラード戦線の一部から編成。指揮機関は、第1戦車軍と旧南部戦線の指揮機関に基づき設置された。戦線は、第51軍、第57軍、第64軍から成り、事後、第1親衛軍、第62軍、第28軍、第8航空軍が配属された。
戦線は、スターリングラード外郭防衛線の南部正面を担当し、敵のヴォルガ川への突破の阻止を任務とした。8月9日、スターリングラード方面で行動する全部隊の統一指揮のために、南東戦線司令官は、スターリングラード戦線を指揮下に置き、ヴォルガ小艦隊を作戦統制下に置いた。8月15日～16日、スターリングラード軍管区とスターリングラード軍団防空地区も作戦統制下に入った。
8月9日～11日、南東戦線部隊は、アブガニェロヴォ地区において、ドイツ第4装甲軍に逆襲を行った。その後、スターリングラード市内外で優勢な敵を抑止した。
1942年9月28日、同日付の最高司令部スタフカの命令に基づき、南東戦線は、スターリングラード戦線に改称された。

## 編制
- 第51軍 - 1942年8月7日～
- 第57軍 - 1942年8月7日～
- 第64軍 - 1942年8月7日～
- 第1親衛軍
- 第62軍
- 第28軍
- 第8航空軍

## 指揮官
- 司令官：アンドレイ・エリョーメンコ大将
- 軍事会議議員：V.ライオク旅団委員（1942年8月）、ニキータ・フルシチョフ ウクライナ共産党中央委員会第一書記（1942年8月～9月）
- 参謀長：ゲオルギー・ザハロフ少将